# 関西外語専門学校
関西外語専門学校（かんさいがいごせんもんがっこう）は、学校法人天王寺学館が運営する大阪市阿倍野区にある専修学校。関西インターナショナルハイスクールは同校の「高校課程」にあたる。
同じキャンパス内に同じ学校法人経営の天王寺予備校がある。2010年10月まで天王寺学館高等学校も併設していた。

## 沿革
- 1967年 - 天王寺英語学院として開校
- 1976年 - 専修学校となる
- 1987年 - 「天王寺アカデミー専門学校」と改称
- 1993年 - 現校名となる

## 学科
高度国際英語学科
- 英語通訳翻訳養成専攻（4年制）

英語・国際ビジネス学科
- 英語通訳翻訳養成専攻（2年制）
- 国際日本専攻（2年制）
- 貿易専攻（2年制）
- 留学専攻（3年制）
- 国際ビジネス研究専攻（1・2年制）
- SEED：英語特別専攻（1・2年制）

アジア語文・ビジネス学科
- 日中通訳翻訳養成専攻（1・2年制）

- 日韓通訳翻訳養成専攻（1・2年制）

日本語応用学科
- 大学進学コース（1年制）

## 所在地
- 〒545-0053 大阪市阿倍野区松崎町2-9-36

最寄り駅は、JR・地下鉄天王寺駅、近鉄大阪阿部野橋駅

## 高等課程
関西インターナショナルハイスクール (Kansai International High School, K.I.H.S.) は、大阪府の専修学校高等課程。関西外語専門学校の国際高等課程で、正式名称は関西外語専門学校国際高等課程。
1989年に「関西国際高等専修学校」として開校。2002年に「関西外語専門学校国際高等課程」に変更。全日制・3年課程。「インターナショナルハイスクール」という名はつくが、大学入学資格付与校として文部科学省の認定を受けているので、卒業すれば日本の大学進学資格が得られる。